# I afton Lantz
I afton Lantz var en pratshow som sändes i Sveriges Television 2001–2002. Programledare var Annika Lantz.